# The Crimson Circle (1922)
The Crimson Circle é um filme mudo do gênero policial produzido no Reino Unido e lançado em 1922. Foi uma adaptação do romance The Crimson Circle, de Edgar Wallace.